# Trichomanes gourlianum
Trichomanes gourlianum là một loài thực vật có mạch trong họ Hymenophyllaceae. Loài này được Grev. ex J. Sm. miêu tả khoa học đầu tiên năm 1854.